# Diamantina
Diamantina, amtlich portugiesisch Município de Diamantina, ist eine Stadt im Bundesstaat Minas Gerais in Brasilien mit rund 47.000 Einwohnern, Diamantinenser genannt, und liegt 292 km von der Hauptstadt Belo Horizonte entfernt. Sie besitzt insgesamt 14 Kirchen. Während der Kolonialzeit war Diamantina ein bedeutendes Kunst- und Handelszentrum.

## Geschichte
Im 17. Jahrhundert wurden in Diamantina die ersten Diamanten außerhalb Asiens gefunden. Unter dem Namen Arraial do Tijuco entstand es als Lager von Diamantensuchern. 1734 ließ sich die königliche portugiesische Diamantenverwaltung im Ort nieder, das auch Sitz der Steuerorganisation Demarcação Diamantina wurde. Zwischen 1739 und 1771 war die Edelsteinsuche an private Schürfer vergeben, bis zum Beginn des 20. Jahrhunderts erfolgte sie seitdem unter staatlichem Monopol. Die Entdeckung reicherer Diamantenvorkommen in Südafrika führte ab etwa 1870 zu einem jähen Rückgang der Suchaktivitäten. Dadurch blieb die barocke Architektur der Stadt bis heute erhalten.
1999 ernannte die UNESCO das historische Zentrum der Stadt zum Weltkulturerbe. 1917 wurde das Bistum Diamantina zum Erzbistum Diamantina erhoben.

## Städtepartnerschaften
- Cafayate, Argentinien
- Sangano, Italien

## Söhne und Töchter der Stadt
- Silvestre de Almeida Lopes, Barock-Maler des 18. Jahrhunderts
- Bento Barroso Pereira (1785–1837), Militär, Ingenieur und Politiker, mehrmaliger Minister
- Domingos José de Almeida (1797–1871), Militär, Journalist und Politiker, Großgrundbesitzer
- Marcos Antônio de Araújo (1805–1884), Jurist, Hochschullehrer und Diplomat, starb am 6. Februar 1884 in Wiesbaden
- Henrique Dumont (1832–1892), Kaffeeproduzent, Vater des Luftfahrtpioniers Alberto Santos Dumont
- José Vieira Couto de Magalhães (1837–1898), Militär, Politiker und Autor
- João da Mata Machado (1850–1901), Arzt und Politiker, Außenminister 1884
- Júlia Kubitschek (1873–1971), Grundschullehrerin, Mutter des Juscelino Kubitschek
- Helena Morley (1880–1970), Schriftstellerin
- Abílio Barreto (1883–1957), Historiker
- Olímpio Mourão Filho (1900–1972), Militär und rechter Politiker, Aktivist des Militärputsches 1964
- Juscelino Kubitschek (1902–1976), Politiker, 1956–1961 Staatspräsident Brasiliens
- Aires da Mata Machado Filho (1909–1985), Philologe, Linguist und Hochschullehrer
- Geraldo do Espírito Santo Ávila (1929–2005), katholischer Geistlicher, Militärerzbischof von Brasilien
- Leonardo de Miranda Pereira (* 1936), katholischer Geistlicher, emeritierter Bischof von Paracatu
- Jésus Rocha (1939–2006), katholischer Geistlicher, Bischof von Oliveira
- José Maria Carneiro (* 1942), Fußballspieler
- João da Mata de Ataíde (* 1954), Leichtathlet
- Hilma Caldeira (* 1972), Volleyballspielerin
- Evanilson (* 1975), Fußballspieler
- Vladimir Brichta (* 1976), Schauspieler
- Alex Antônio de Melo Santos (* 1983), Fußballspieler
- Christina Rickardsson, geb. Christiana Mara Coelho (* 1983), Autorin

## Galerie

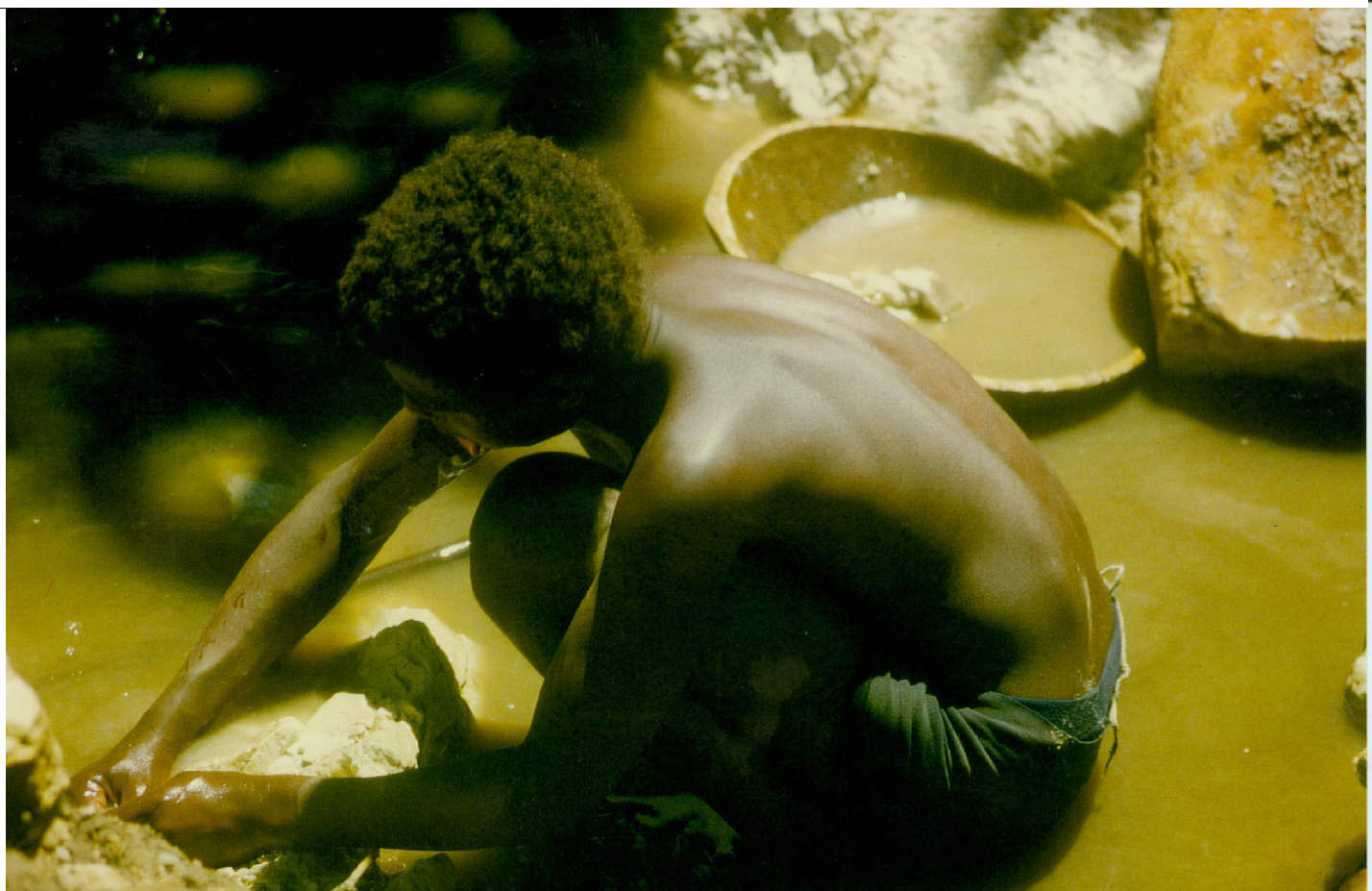
Diamantsuche im Fluss bei Diamantina
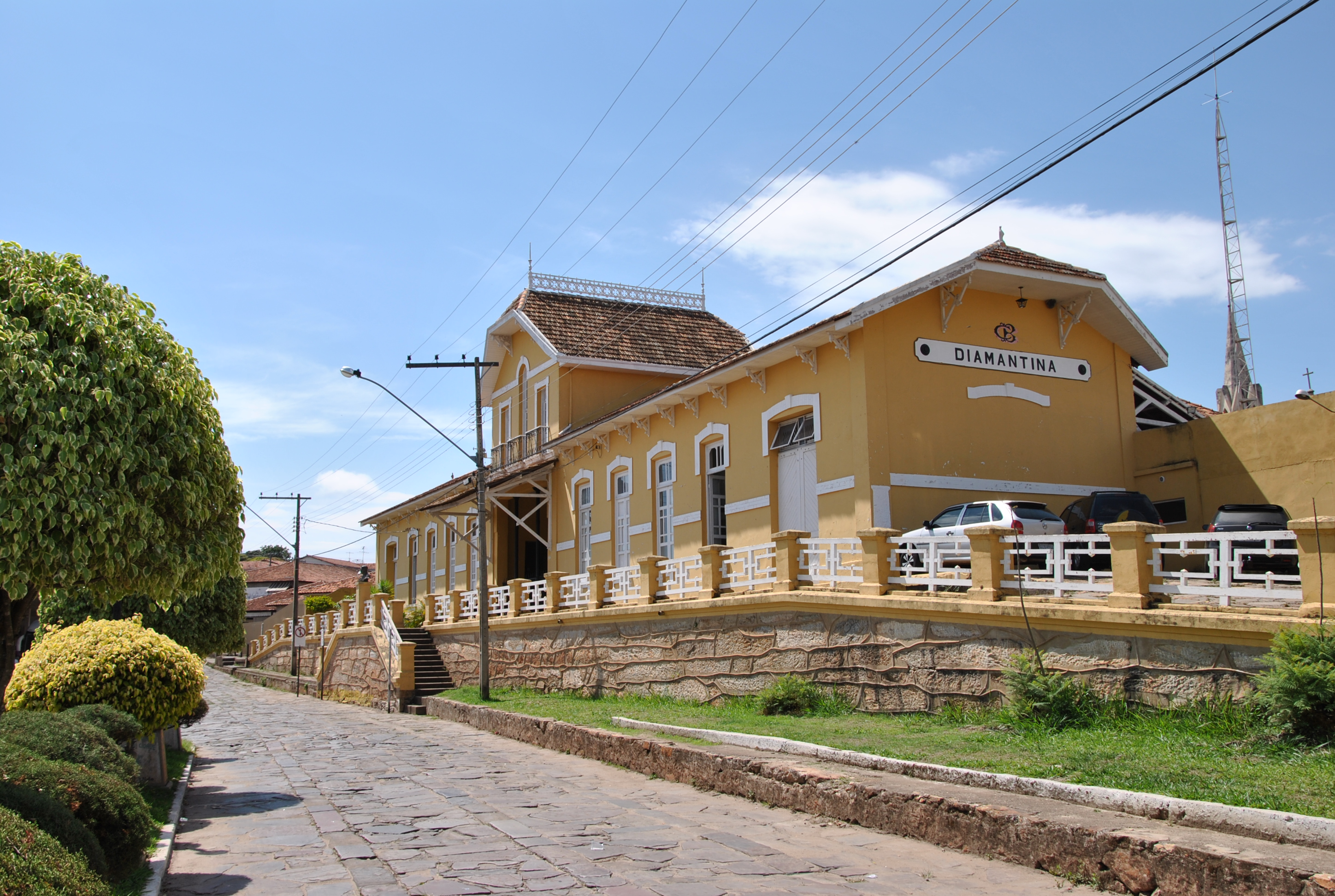
Der alte Bahnhof von Diamantina
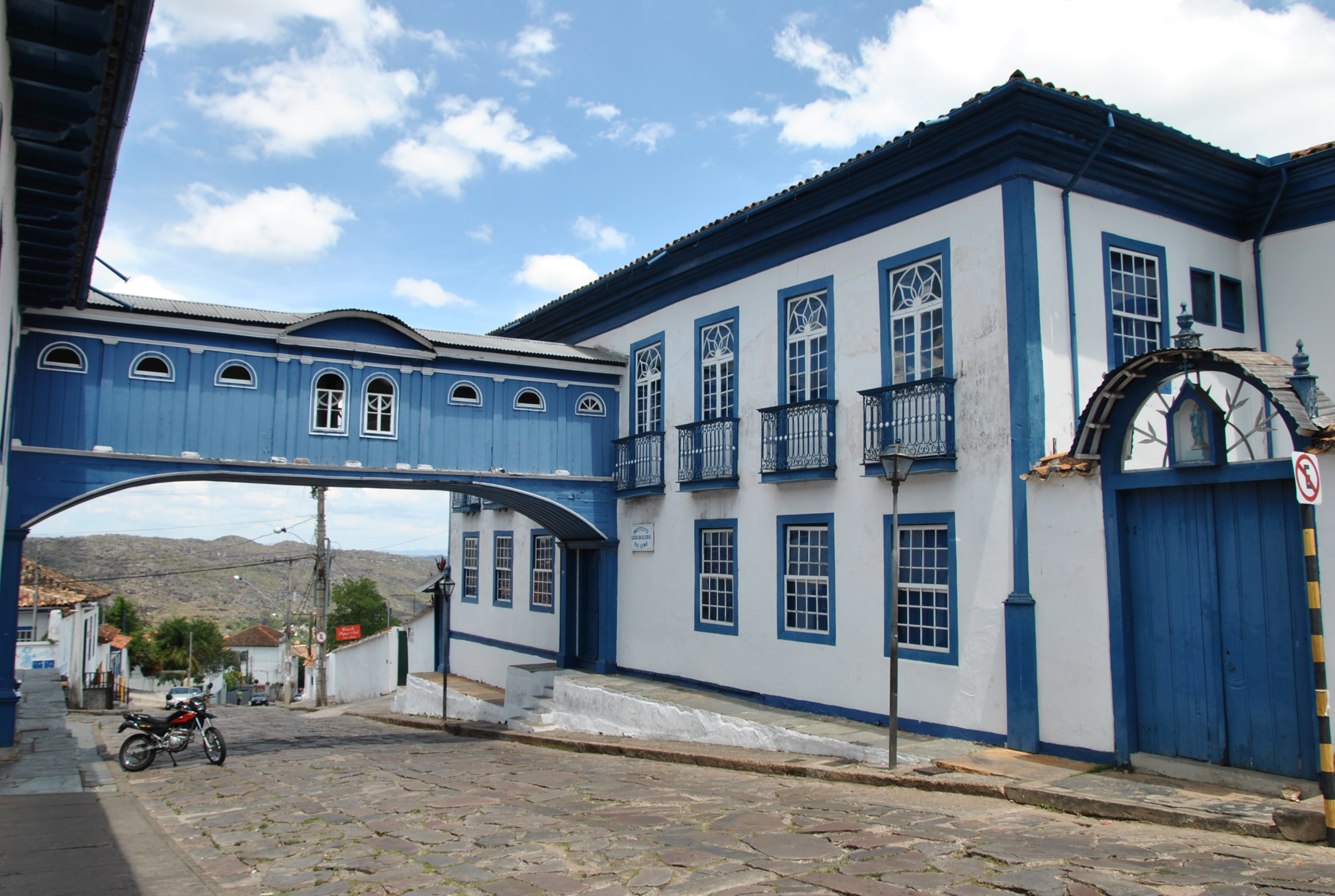
Die Casa da Glória im historischen Zentrum
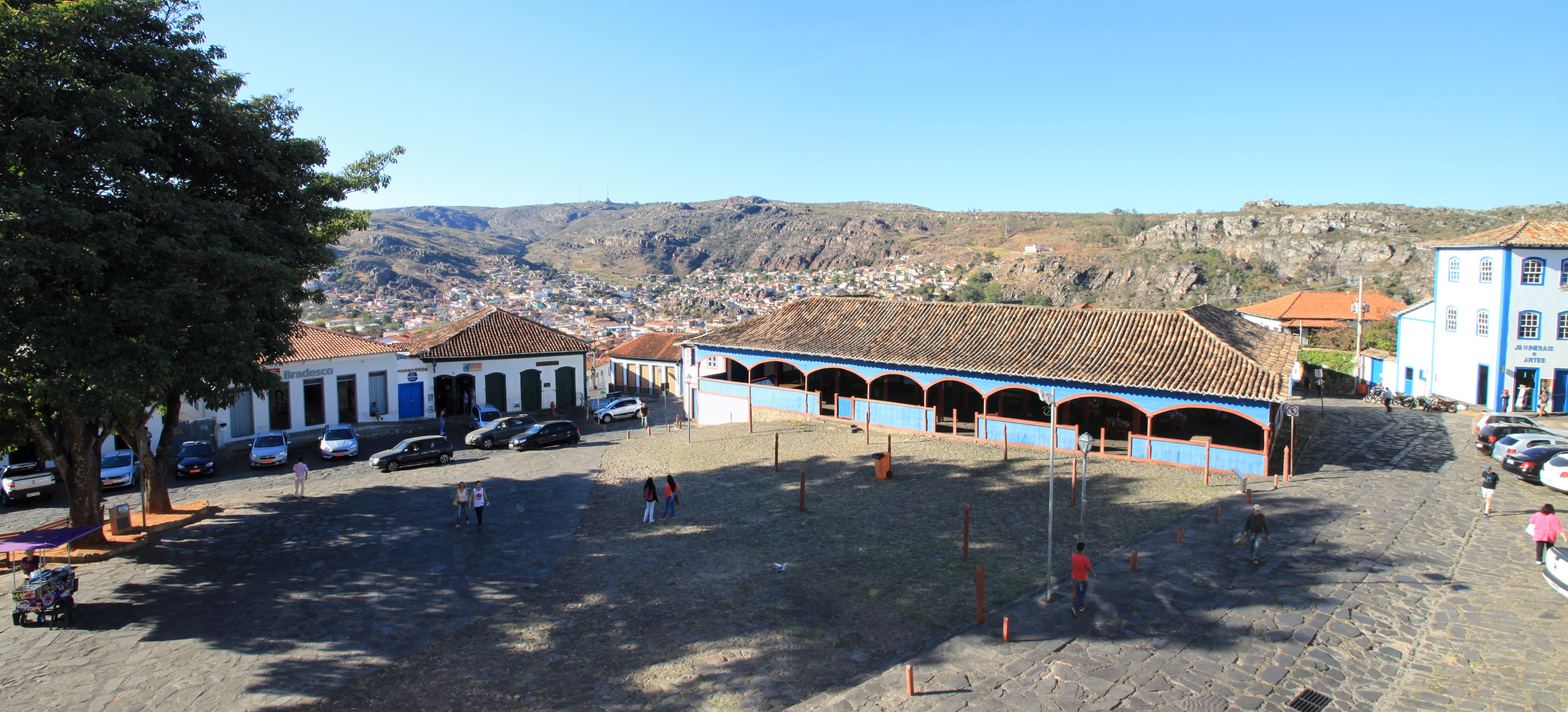
Die Praça do Barão de Guaicui mit dem alten Markt im historischen Zentrum